# Detlef Hensche

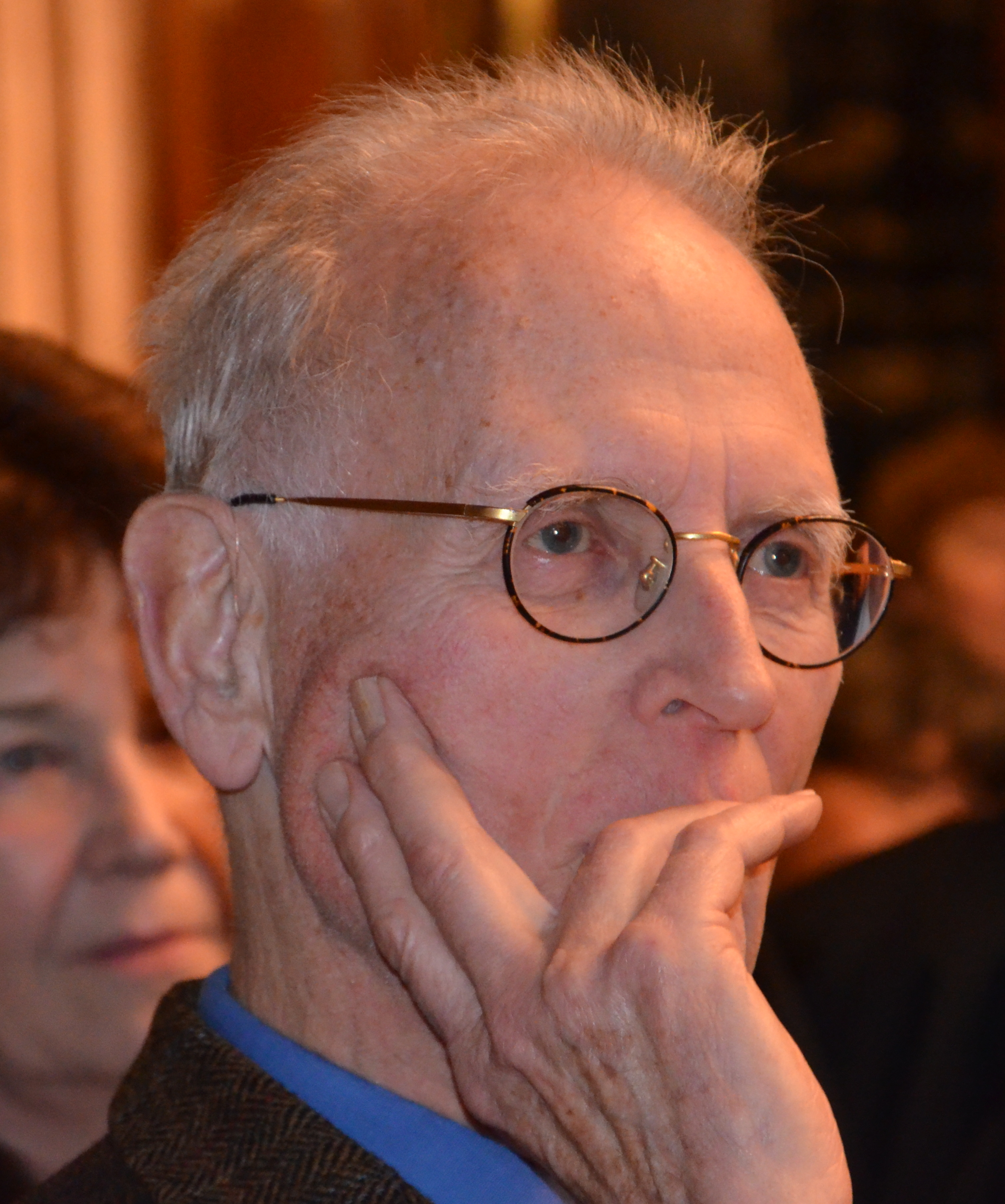
Detlef Hensche beim Hamburger Senatsempfang 2018 für Roland Issen

Detlef Hensche (* 13. September 1938 in Wuppertal; † 13. Dezember 2023 in Berlin) war ein deutscher Jurist und Gewerkschaftsführer.
Von 1992 bis 2001 war er Vorsitzender der Industriegewerkschaft Medien. Hensche war Mitherausgeber der politisch-wissenschaftlichen Monatszeitschrift Blätter für deutsche und internationale Politik.

## Leben
Hensche stammte aus einer Wuppertaler Unternehmerfamilie, lehnte es aber ab, das elterliche Unternehmen zu übernehmen. Politisch geprägt wurde er durch seine Mutter, die sich in den 1950er Jahren gegen die Wiederbewaffnung der Bundesrepublik einsetzte. Er studierte zunächst Kunstgeschichte und Philosophie und wandte sich dann den Rechtswissenschaften zu, die er von 1957 bis 1961 in Hamburg, Berlin und Bonn studierte. 1962 legte er sein erstes juristisches Staatsexamen in Düsseldorf ab. Seinen juristischen Vorbereitungsdienst absolvierte er in Wuppertal, Düsseldorf und Bonn. Nach dem zweiten juristischen Staatsexamen 1966 war er bis 1968 Wissenschaftlicher Assistent am Institut für Handels- und Wirtschaftsrecht an der Universität Bonn, wo er 1972 mit der Arbeit Der Schadenersatzanspruch wegen Nichterfüllung im Recht der Sachmängelgewährleistung zum Dr. jur. promoviert wurde. 1968 bis 1969 war er im Bundesministerium für Forschung und Technologie in Bonn tätig.

### Tätigkeiten im DGB
Von 1969 bis 1971 war Hensche wissenschaftlicher Referent am Wirtschafts- und Sozialwissenschaftlichen Institut (WSI) des Deutschen Gewerkschaftsbundes (DGB) in Düsseldorf. Von 1971 bis 1975 leitete Hensche die Abteilung Gesellschaftspolitik beim DGB-Bundesvorstand.

### Funktionen in IG Druck und Papier sowie IG Medien
1975 wurde Hensche in den geschäftsführenden Hauptvorstand der Industriegewerkschaft Druck und Papier in Stuttgart gewählt. Dort war er für Medienpolitik sowie die Berufsgruppen der Journalisten (dju) und Schriftsteller zuständig. Außerdem war Hensche verantwortlicher Redakteur für die Mitgliederzeitung DRUCK+PAPIER sowie für die Zeitschrift die feder. In seine Tätigkeitszeit fiel u. a. der Kampf um die 35-Stunden-Woche. 1983 wurde er zum stellvertretenden Vorsitzenden der IG Druck und Papier gewählt. Mit der Gründung der IG Medien 1989 übernahm Hensche neben anderen Aufgaben die Zuständigkeit für die Tarifpolitik der Gewerkschaft. Von 1992 bis zum Übergang der IG Medien in die Vereinte Dienstleistungsgewerkschaft (ver.di) war er Vorsitzender der IG Medien. Beim ver.di-Gründungskongress im März 2001 in Berlin kandidierte Hensche, der inzwischen 63 Jahre alt war, nicht mehr für eine Gewerkschaftsfunktion.
Hensche arbeitete danach als Rechtsanwalt in Berlin und befasste sich mit Tarifpolitik. Er lebte abwechselnd in Berlin und bei Bozen in Südtirol. Des Weiteren war er Mitglied im wissenschaftlichen Beirat von Attac. Er starb am 13. Dezember 2023 im Alter von 85 Jahren in Berlin.

### Parteizugehörigkeit
Detlef Hensche gehörte 40 Jahre lang der SPD an. Aus Protest gegen die Politik der rot-grünen Regierung unter dem SPD-Bundeskanzler Gerhard Schröder verließ er 2001 die Partei. Im Dezember 2003 sagte er:

„Die Agenda 2010 hat bei mir das Fass zum Überlaufen gebracht. Ich sehe keinen qualitativen Unterschied zwischen dem, was die gegenwärtige Regierung macht, und der Politik von CDU/FDP in den 90er Jahren: Kohl hat Sozialabbau betrieben, und Rot-Grün tut es ihm gleich.“

Nach der Gründung der WASG wurde er deren Mitglied. Im Bundestagswahlkampf 2005 unterstützte er das Linksbündnis von WASG und Linkspartei.PDS. Er war Mitglied der Partei Die Linke, lehnte es aber ab, Mandate in der Partei zu übernehmen. „Das sollen Jüngere machen“, sagte er anlässlich seines 70. Geburtstages 2008. Hensche war jedoch Mitglied des Ältestenrates seiner Partei.
Hensche gehörte am 31. Oktober 2008, dem Reformationstag, neben Frank Crüsemann, Ulrich Duchrow, Heino Falcke, Christian Felber, Ton Veerkamp, Karl Georg Zinn und anderen zu den Erstunterzeichnern des Aufrufs Frieden mit dem Kapital? Ein Aufruf wider die Anpassung der Evangelischen Kirche an die Macht der Wirtschaft.

### Kritik
Hensche wurde sowohl aus Kreisen des DGB als auch der SPD und CDU vorgeworfen, dass die IG Medien in seiner Amtszeit kommunistisch unterwandert gewesen sei, aus der DDR ebenso wie durch die DKP. Doch schmähte er seine Kritiker, darunter der Soziologe Manfred Wilke und der Politologe Ossip K. Flechtheim, als „verwirrte Geister“. Wie aus Akten des DDR-Gewerkschaftsbundes FDGB bekannt wurde, war Hensche gegenüber DDR-Funktionären voll des Lobes für das dortige Mitbestimmungsmodell, das Protokoll gibt seine Äußerung in indirekter Rede wieder: „Das, was in der DDR gemacht wird, sei das Optimalste, was möglich ist. Dagegen sei die Mitbestimmung in der BRD schmalbrüstig.“

## Veröffentlichungen
- Technische Revolution und Arbeitnehmerinteresse. Zu Verlauf und Ergebnissen des Arbeitskampfes in der Druckindustrie 1978. Köln 1978.
- Hrsg. gemeinsam mit Martin Kutscha im Namen der VDJ: Recht und Arbeiterbewegung. Zum Gedenken an Wolfgang Abendroth. Köln 1987.
- Erläuterungen und Handlungsanleitungen zum Manteltarifabschluss 1991 in der Papier, Pappe und Kunststoffe verarbeitenden Industrie. Stuttgart 1991.
- Zur rechtlichen Zulässigkeit der OT-Mitgliedschaft. Befreit die „Mitgliedschaft ohne Tarifbindung“ von der Geltung des Tarifvertrages? Düsseldorf 2004.